# Hennin

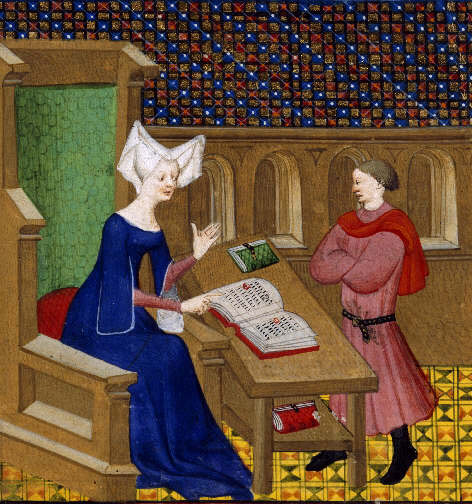
Christine de Pisan z synem – miniatura z 1 poł. XV wieku, przedstawiająca kobietę w czepcu siodłowym, pejoratywnie zwanym henninem

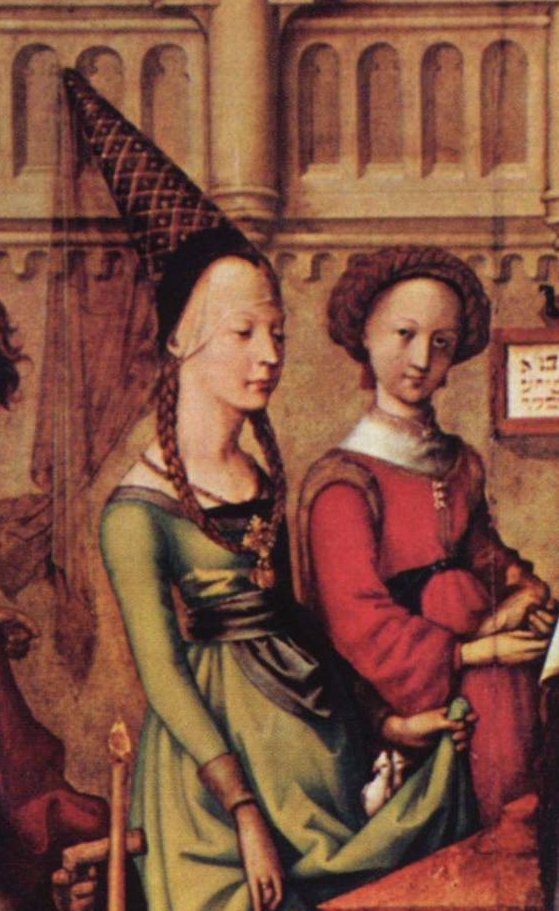
Fragment z obrazu Hansa Holbeina, ukazujący kobietę w czepcu stożkowatym z końca XV wieku. Jest to przykład drugiego rodzaju czepca, także zwanego henninem

Hennin – kobiece nakrycie głowy noszone głównie przez kobiety we Francji oraz Burgundii w 2 poł. XV wieku.
Pierwotnie ich pochodzenie łączy się ze wschodnim ubiorem kościelnym. Odbywając podróże do Cypru i Aleksandrii, Europejczycy musieli spotkać się z syryjskimi mitrami. Poza nimi upatruje się wpływów dostarczanych z Chin, gdzie noszono czepce w stylu hou z dynastii Wei i Tang.
Termin "hennin" pierwotnie odnosił się do czepca noszonego w 1 poł. XV wieku przez burgundzkie damy. Był to czepiec z dwoma rogami, pod którymi chowano upięte włosy w formie "ślimacznicy". Moda ta była ostro krytykowana przez duchowieństwo, bo kojarzyła się z czarcimi rogami. Pejoratywnie biskup określał takie czepce jako "hurte belin" (czyli "ubodź, baranie"), lecz dzieci szykanujące tak przystrojone kobiety, przeinaczyły zwrot na "au hennin". Termin ten został potem omyłkowo przeniesiony na rodzaj stożkowatego, sztywnego czepca z jednym rogiem, o których pisał w swej kronice zakonnik Monstrelet. Czepiec był wykonany z białej tkaniny (zazwyczaj z jedwabiu, a u mniej wytwornych pań z płótna), a do niego dołączano chustę z muślinu, aksamitu lub koronki.